# Jesse Feliciano
Jesse Feliciano (* 20. September 1982 in Los Angeles) ist ein ehemaliger US-amerikanischer Profiboxer.

## Karriere
Jesse Feliciano boxte als Profi von Dezember 2001 bis Juni 2010. Er boxte dreimal gegen Alfonso Gómez, wobei er die Trilogie mit einem Sieg, einer Niederlage und einem Unentschieden abschloss. Im März 2006 besiegte er den Ex-Weltmeister Vince Phillips. Im März 2007 gewann er den USBA-Titel im Weltergewicht durch einen vorzeitigen Sieg gegen Delvin Rodriguez.
Am 23. November 2007 verlor er beim Kampf um die IBF-Weltmeisterschaft gegen Kermit Cintrón. Nach vier folgenden Niederlagen, darunter gegen Carlos Quintana, beendete er seine Karriere.